# Kvadratické těleso
V oboru algebraické číselné teorie je kvadratické číselné těleso nebo krátce kvadratické těleso definováno jako číselné těleso {\displaystyle K}, jenž je stupně 2 nad tělesem racionálních čísel. Jedná se právě o všechna algebraická nadtělesa {\displaystyle K/\mathbb {Q} }, která mají podobu {\displaystyle K=\mathbb {Q} ({\sqrt {d}})}, kde {\displaystyle d} je nečtvercové racionální číslo různé od 0 a 1, přičemž mezi bezčtvercovými {\displaystyle d} a kvadratickými číselnými tělesy je vzájemně jednoznačné zobrazení.
Pokud platí {\displaystyle d>0}, pak všechny prvky kvadratického tělesa patří do reálných čísel a těleso se nazývá reálné kvadratické těleso, pokud naopak {\displaystyle d<0}, pak jsou reálné jen racionální prvky a těleso se nazývá imaginární kvadratické těleso.